# Gerygone fusca
A Gerygone fusca a madarak osztályának verébalakúak (Passeriformes) rendjébe és az ausztrálposzáta-félék (Acanthizidae) családjába tartozó faj.

## Rendszerezése
A fajt John Gould írta le 1838-ban, a Psilopus nembe Psilopus fuscus néven.

## Alfajai
- Gerygone fusca exsul Mathews, 1912
- Gerygone fusca fusca (Gould, 1838)
- Gerygone fusca mungi Mathews, 1912[2]

## Előfordulása
Ausztrália területén honos. A természetes élőhelye szubtrópusi és trópusi száraz erdők és mérsékelt övi erdők, valamint  szavannák.

## Megjelenése
Testhossza 9–11,5 centiméter, testtömege 6 gramm.

## Életmódja
Ízeltlábúakkal táplálkozik.